# Sasok tava

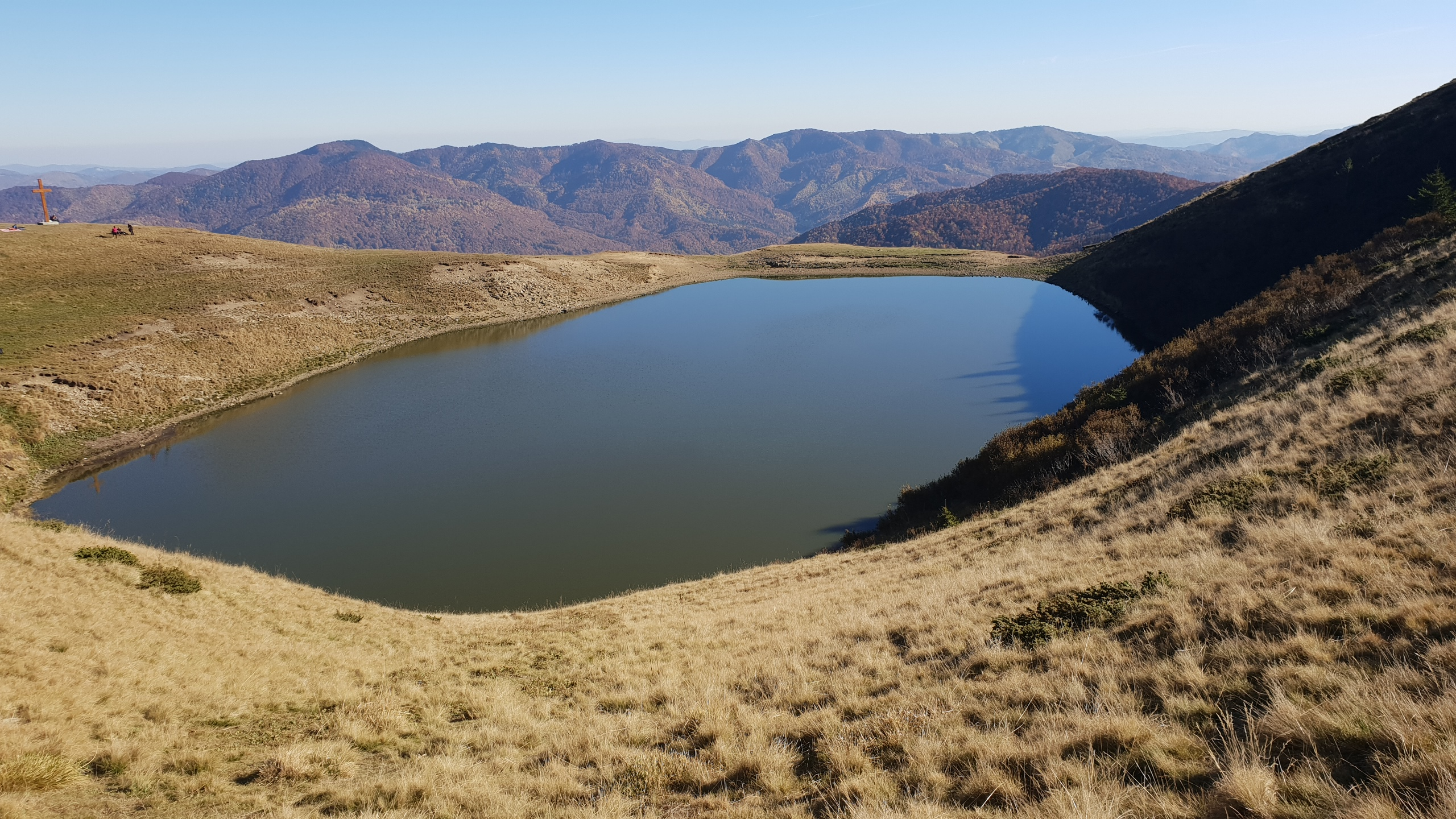
Sasok tava (Lacul Vulturilor)

A Szilon-havas egyik fő látványossága az 1420 m magasságban, a gerinc keleti oldalában fekvő Sasok tava, mely az ott tanyázó szirti sasokról kapta a nevét. Egy másik, immár népi megnevezése a Feneketlen tó, mivel állítólag egy juhász otthagyta a nyáját és bedobta a botját a tóba, amit később a Dunában talált meg. Jelenleg egy kis vadászház áll a partján, amely nincs feltétlenül nyitva. Valószínűleg egy földcsuszamlás által keletkezett a tó, mely elzárta a lefutó vizeket, melyeket a hóolvadás és az esők táplálnak főleg. A tó előtt gyönyörű sziklaletörés gyönyörködtet, kilátást nyújtvá egyben  a Lóhavasra és a Pintyillőre meg a Moldva felé siető folyók völgyeire. Fennebb, északra  a Nagy-Szilon 50-200 méteres szirtjeit csodálhatjuk meg.

## Orbán Balázs leírása a tájról
Orbán Balázs így ír első találkozásáról a tóval:

„Oly váratlanul meglepő s oly meghatóan szép volt ily magasságban e gyönyörű tó, hogy mi örömkiáltásokkal iramodtunk le hozzá; közeledtünkre nagy csapat, ottan kedvtelve tollászodó kőszáli sas rebbent fel, melyek szokatlan elzavartatásuk feletti harangjokat éles süvöltéseikkel adták tudtunkra, azután pedig minket földön mászó lényeket lenézőleg nagy kanyarulatokkal felszálltak magas birodalmuk végtelen ürébe, hová tekintetünk alig követheté. Hagytuk azért őket röpkedni, s minden figyelmünket a tó megvizsgálására forditók, a mely mindeddig teljesen ismeretlen és senki által le nem irt, kétszeresen fokozta érdekeltségünket. Legelőbb is terjedelmét megtudandók, körül jártuk a csaknem szabályos köridomú tavat, miből kitünt, hogy az 540 lépés kerülettel bir, s e szerint az nem csak magas fekvése (legalább 5100 lábnyira fekszik a tengerszin fölött), hanem terjedelménél fogva is havastetői tavaink közt nevezetes helyet foglal el.
E tónak közel vidéke ugyan kopár, nem keretelik azt be gyönyörű fenyves lugasok mint a Szent-Anna tavát, környezetén csak össze-visszahányt szikladarabok tünnek fel, a melyek vadregényessé teszik a tájt; de van e tónak egy előnye a Szent-Annató felett, s ez az innen feltáruló távlati kép, mely az Oláhország felé lépcsőlegesen lehanyatló végtelen hegylánczolatok és az ezekkel összeolvadó térség határtalanságának szépségét tünteti elő.
Mi e tónak nemcsak terjedelmét, hanem mélységét is ismerni akartuk, s azért egy mérszalaggal beúsztam közepére; mérszalagomra azonban szükség nem volt, mert azt mindenütt lábolhattam, s legnagyobb mélysége a 6 lábot nem haladja túl. A tóba két forrásnak csörgedező vize ömlik, látható kifolyása azonban nincsen. A benne és partjain levő kövek fekete leülepedéssel telvék, mi e viz ásványos tartalmára mutat. E tó a vidék mozgalmának és életének középpontja, s midőn másutt semmi élő lény nem mutatkozik, itt e tó partján, ezen szélrohamok elől zárt hegykebelben madarak repkednek, a vadréczék messziről elrepülnek ide, a kőszáli öreg sasok itt sütkéreznek a napon s a parton szétszórt nagymennyiségű tollaikról itélve, igen nagy számban tanyáznak itt; fellelhető itt a természet két legnagyobb cosmopolitája a veréb és a légy is, sőt mint a pásztorok mondják, gyakran hattyúk is uszkálnak e tó kristály vizében.”